# Черна-Скала
Черна-Скала (болг. Черна скала) — село в Болгарии. Находится в Кырджалийской области, входит в общину Кырджали. Население составляет 131 человек.

## Политическая ситуация
В местном кметстве Чилик, в состав которого входит Черна-Скала, должность кмета (старосты) исполняет Селяхтин Сеидахмед Ибрям (Движение за права и свободы (ДПС)) по результатам выборов правления кметства.
Кмет (мэр) общины Кырджали — Хасан Азис (Движение за права и свободы (ДПС)) по результатам выборов в правление общины.